# Ninja of Four
『Ninja of Four』は、the band apartの9枚目のフルアルバム。2022年7月13日にasian gothic labelから発売された。限定盤には2022年1月4日に東京新木場STUDIO COASTで開催されたワンマンライブ「SMOOTH LIKE GOOD-BYE STUDIO COAST」を収録したBlu-rayディスクが付属した。
タイトルはイギリスのポストパンクバンド、ギャング・オブ・フォーをもじっている。

## 解説
約5年ぶりのスタジオアルバムである。2022年4月に、タイトル、収録曲数、発売日未定のフルアルバムのリリースツアーが5月から開催されると発表された。完成が間に合わないまま敢行されたツアーでは、新曲「O.Bong」を収めたCDシングルが代わりに販売された。アルバムの発売日は3、4度仕切り直され、7月となったが、もともとは3月いっぱいで録音し切る予定だったという。遅延した理由は原（ベース）の制作の遅れであり、収録曲のうちメンバーそれぞれの作曲分をだいたい均等にしたいという考えから、楽曲の完成を待つという状況だった（最終的に各々がメイン作曲家を担当した曲数は3、3、2、2となっている）。原によると、コロナ禍の対面機会自粛によるインプットの減少が今回の難産にも繋がったと彼自身考えられている。制作が延期した分、従来のレコーディングよりも、歌のテイクのニュアンスを重視した選択や楽曲のアレンジを詰め直すための時間が、多く取られた。そうした作業が取られたのは録音スタンスの変化も影響している。初期のポスト・ハードコアの影響で3rdアルバムは生々しさを重視したサウンドの定位になり、それが前回のアルバムまで基本的に続いていた。また以前なら一部分だけを録り直すという選択肢がなかった。しかし、今はエディット感があるのもありになったのだという。
ライターのヒラギノ游ゴは「歌メロも非常に素直に日本語らしい抑揚に沿ったものが多い」としている。

## 楽曲について
夏休みはもう終わりかい
原による曲で、アルバム全体で最後に完成した。アウトロパートをやりたいという着想から前のパートを足していって作られた。
The Ninja
木暮（ドラムス）によると、4つ打ちの骨組みを土台にハウスのミックスのように展開するイメージで、彼の衝動的な音楽の塊の感覚をまとめた、イントロからバカで勢いのある曲だという。鹿野淳によると（これまでのthe band apartの楽曲で）ここまでアシッドジャズな曲はなかったという。
アイスピック
自らよりも若い世代へのメッセージをイメージして書いたという木暮によると、韻の面白さも意識されているが、同時に「かき氷」と「氷」は同じ語なので日本語ラップでは韻として認められないらしいとしている。
オーバー ザ トップ
荒井（ギター、ボーカル）による曲。歌詞は「夜の向こうへ」(『街の14景』（2013年））のセルフオマージュで、曲名は、作詞中に想起されたシルベスター・スタローンの映画タイトルから取られている。
キエル
川崎（ギター）が作った曲。作曲者の川崎は普段コーラスを歌唱しないが、本楽曲には入っている。川崎によると、彼が組んでいたバンドの主宰者がいきなり辞めたという出来事が歌詞になっているという。
SAQAVA
荒井の曲に、原が自由に弾いたベースが組み合わさっている。木暮によるアルバムの曲順の決定では、「SAQAVA」と「酩酊花火」が内容において酒つながりになることが意図されている。
酩酊花火
原によるAOR的なムードがある曲である。歌詞中のエレベーターへの言及は、「友人が働いているところでエレベーターの鍵がなくなって大問題になった」という具体的なエピソードが元になっている。
bruises
川崎曰く「2000年代のエモっぽくもあり、フィッシュマンズみたいな曲を作ろうとしてこうなった」という。荒井の声を前提にした言葉選びで書かれたという歌詞は、ブックレットではひらがなになっているが、これは歌入れの目的でひらがなにされたテキストをそのまま使用したためである。ベースはほぼ即興で入れられている。
夕闇通り探検隊
荒井による曲。同名のホラーゲームとは無関係の内容であるが、荒井が、作詞中に夕闇通りという言葉を思い付いた後、同単語を調べた際に同タイトルを知り、曲名に付けられた。元々は仮タイトルであったが、アルバム発売に先駆けたリリースツアーで披露される際に、そのタイトルを言っていたため、既成事実化した形で本タイトルになった。
レクイエム
木暮によると、彼が、死に対して考えるようになったことが色濃く反映されている楽曲である。

## 収録曲
| 全作詞・作曲・編曲: the band apart。 |                            |                |                |      |
| #                                    | タイトル                   | 作詞           | 作曲・編曲     | 時間 |
| 1.                                   | 「夏休みはもう終わりかい」 | the band apart | the band apart | 6:29 |
| 2.                                   | 「The Ninja」              | the band apart | the band apart | 5:02 |
| 3.                                   | 「アイスピック」           | the band apart | the band apart | 3:19 |
| 4.                                   | 「オーバー ザ トップ」     | the band apart | the band apart | 3:31 |
| 5.                                   | 「キエル」                 | the band apart | the band apart | 3:51 |
| 6.                                   | 「SAQAVA」                 | the band apart | the band apart | 2:47 |
| 7.                                   | 「酩酊花火」               | the band apart | the band apart | 5:16 |
| 8.                                   | 「bruises」                | the band apart | the band apart | 3:31 |
| 9.                                   | 「夕闇通り探検隊」         | the band apart | the band apart | 3:36 |
| 10.                                  | 「レクイエム」             | the band apart | the band apart | 4:05 |
| 合計時間:                            | 合計時間:                  | 41:27          |                |      |

Blu-ray（限定版）
| #   | タイトル                             | 作詞 | 作曲・編曲 |
| --- | ------------------------------------ | ---- | ---------- |
| 1.  | 「72」                               |      |            |
| 2.  | 「Still awake」                      |      |            |
| 3.  | 「free fall」                        |      |            |
| 4.  | 「I love you Wasted Junks & Greens」 |      |            |
| 5.  | 「O.Bong」                           |      |            |
| 6.  | 「photograph」                       |      |            |
| 7.  | 「Taipei」                           |      |            |
| 8.  | 「ピルグリム」                       |      |            |
| 9.  | 「雨上がりのミラージュ」             |      |            |
| 10. | 「誰も知らないカーニバル」           |      |            |
| 11. | 「Mercury Lamp」                     |      |            |
| 12. | 「quake and brook」                  |      |            |
| 13. | 「Eric. W」                          |      |            |
| 14. | 「coral reef」                       |      |            |
| 15. | 「violent penetration」              |      |            |
| 16. | 「Can't remember」                   |      |            |
| 17. | 「MTZ」                              |      |            |
| 18. | 「ZION TOWN」                        |      |            |
| 19. | 「DEKU NO BOY」                      |      |            |
| 20. | 「夜の向こうへ」                     |      |            |
| 21. | 「K.and his bike」                   |      |            |
| 22. | 「When You Wish Upon A Star」        |      |            |